# Phygopoda nigritarsis
Phygopoda nigritarsis là một loài bọ cánh cứng trong họ Cerambycidae.